# Bro, What Happened?
Bro, What Happened? es una película estadounidense de comedia de 2014, dirigida por Dante, que a su vez la escribió junto a Joe Benkis y Rebekah Kochan, musicalizada por Quinlan, en la fotografía estuvo Miko Dannels y el elenco está compuesto por Lorenzo Lamas, Steve Callahan y Felicia Blade, entre otros. El filme fue realizado por UP & AWAY Productions y Marquis Productions; se estrenó el 7 de octubre de 2014.

## Sinopsis
Trata acerca de Phil y sus amigos, ellos quieren reconstruir lo que pasó en la fiesta de anoche, en la cual hubo drogas, alcohol y sexo.